# Never Trust a Pretty Face
A Never Trust a Pretty Face Amanda Lear francia énekesnő harmadik nagylemezének a címe. Az album 1979 januárjában jelent meg. Műfaja diszkó, kiadója a nyugatnémet Ariola cég. Az énekesnő számos rajongója szerint ez Amanda legjobb albuma. A felvételi munkálatok 1978 szeptembere és decembere között zajlottak.

## A dalok

### „A” oldal
1. Fashion Pack (A. Monn – A. Lear) 5.05
2. Forget It (A. Monn – A. Lear) 4.10
3. Lili Marleen (N. Schultze – H. Leip – angol szöveg: T. Connor) 4.40
4. Never Trust a Pretty Face (A. Monn – A. Lear) 4.45

### „B” oldal
1. The Sphinx (A. Monn – A. Lear) 4.20
2. Black Holes (A. Monn – A. Lear) 5.00
3. Intellectually (Ch. Ricanek – A. Lear) 4.15
4. Miroirs (A. Lear) 2.00
5. Dreamer (South Pacific) (R. Pietsch – A. Lear) 5.10

## Közreműködők
- Producer: Anthony Monn
- Zenei rendezők: Charly Ricanek (A/1, 2, 3 és B/2, 3, 4), Rainer Pietsch (B/5), Ralf Novy (A/4 és B/)
- Hangmérnök: Peter Ludermann
- Dob: Keith Forsey, Curt Cress
- Billentyűsök: Charly Ricanek
- Basszusgitár: Günther Gebauer, Dave King, Les Hurdle
- Gitár: Billy Lang, Geoff Bastow
- Moog: Anthony Monn, Charly Ricanek, Kristian Schultze
- Fúvós hangszerek: George Delagaye, Giuseppe Solera, Etienne Cap, Walter Rab, Benny Gebauer
- Háttérvokál: Renate Maurer, Judy Cheeks, Claudia Schwarz, Rainer Pietsch, Wolfgang (Wolly) Emperhoff, Eric Thoner

## Az eredeti nyugatnémet album kísérőszövege
Gold schon für die zweite LP, für Sweet Revenge, das spornt an.

Sowohl die Sängerin und Texterin Amanda Lear als auch ihr Komponist und Producer Anthony Monn haben sich unter dieser Voraussetzung an das dritte Album herangemacht. Never Trust a Pretty face. Bei einer Thanksgiving-Party im Münchner Prominentenlokal Kay's Bistro erläuterte Amanda den Hinterground der einzeinen Titel. Fashion Pack ist die Beschreibung des Super-Jet Set, der in Überschallflugzeugen von Party zu party eilt, sich beim Vornamen nennt, in den teuersten Lokalen verkehrt - schlicht das Wohlleben schon fast zum Kult erhebt.

 Never Trust a Pretty Face ist die Geschichte von Äußerlichkeiten, die blenden und die Wirklichkeit überdecken, Hierbei warden Erinnerungen an Narziß und Dorian Gray wach.

 Intellectually Wendet sich gegen die Verkümmerung des Gefühls und die Überbewertung der Radionalität.

Mit ihrem dritten Album Never Trust a Pretty Face hat sich Amanda Lear ein neues musikalisches Feld eröffnet.

Und dies hat sie überzeugend getan.

## Különböző kiadások
- 1979, NSZK: Ariola 200 017-320
- 1979, NSZK: Ariola 400 017-352 (kazetta)
- 1979, Franciaország: Eurodisc - 913256
- 1979, Olaszország: Ariola ZPLAR 34067
- 1979, Spanyolország: Ariola 200 017.
- 1979, Argentína: Ariola 2430 - SUP-80.040.
- 1979, Kanada: Inter Global / CBS-Epic PEC-90536.

## Alternatív változatok
- 1979, Franciaország: Warner Music Group / Eurodisc 913 256 (200 017). A3: Lili Marleen (Német–francia változat)
- 1979, Amerikai Egyesült Államok: Ariola Records ARLPX5020, pic disc.

„A oldal”
1. Fashion Pack (Studio 54)
2. Forget It
3. Intellectually
4. Blood and Honey (eredetileg az 1977-es I Am a Photograph című albumon szerepelt)
5. Never Trust a Pretty Face

„B oldal”
1. The Sphinx
2. Black Holes
3. Lili Marleen
4. Mirrors (A Miroirs angol nyelvű változata)
5. Dreamer (South Pacific) (Extended version) - 5:51

## Kimásolt kislemezek

### 7"
- 1978: Gold / Lili Marleen (Német–francia nyelvű változat) (Franciaország, Eurodisc 100 101)
- 1978: Gold / Lili Marleen (Franciaország, Eurodisc 911 200)
- 1978: The Sphinx / Hollywood Flashback (NSZK, Ariola 100 037-100)
- 1978: The Sphinx / Hollywood Flashback (Franciaország, Eurodisc 100 037)
- 1978: The Sphinx / Hollywood Flashback (Franciaország, WEA 911 201)
- 1979: Fashion Pack (Studio 54) (7" Edit - 3:47) / Black Holes (NSZK, Ariola 100 382)
- 1979: Fashion Pack (Studio 54) (7" Edit) / Black Holes (Dél-Afrika, Ariola ARS ARS 240)
- 1979: Fashion Pack (Studio 54) (7" Edit) / Black Holes (Hollandia, Ariola 104 053)
- 1979: Fashion Pack (Studio 54) (7" Edit) / Intellectually (Kanada)
- 1979: Fashion Pack (Studio 54) (Alternative 7" Edit - 4:20) / Black Holes (Franciaország, Eurodisc 911 206 100382)
- 1979: Fashion Pack (Studio 54) (Alternative 7" Edit) / Black Holes (Spanyolország, Ariola 100 382-A)
- 1979: Fashion Pack (Studio 54) (Alternative 7" Edit) / Black Holes (Portugália, Ariola 5100 382)
- 1979: Fashion Pack (Studio 54) (Alternative 7" Edit) / Lili Marleen (Olaszország, Ariola ZBAR 7128)
- 1979: Fashion Pack (Studio 54) (Alternative 7" Edit) / Lili Marleen (Japán, Columbia Ariola YK-118-K)
- 1979: Fashion Pack (Studio 54) (Album Version) / Forget It (Szovjetunió, MEΛOΔИЯ C62 20397 009)
- 1979: Lili Marleen / Dreamer (South Pacific) (Argentína, Ariola 3806-9178 Promo)
- 1981: Fashion Pack (Studio 54) (Album Version) / Forget It (Szovjetunió, MEΛOΔИЯ Г62-08527-8 ТУ 43-03-48-78 - Flexi Disc)

### 12"
- 1978: The Sphinx (Extended - 5:13) / Hollywood Flashback (NSZK, Ariola 600 007)
- 1979: Fashion Pack (Studio 54) (Album Version) / Black Holes (NSZK, Ariola 600 024)
- 1979: Fashion Pack (Studio 54) (Album Version) / Black Holes (Franciaország, Eurodisc)
- 1979: Fashion Pack (Studio 54) (Album Version) (Olaszország, RCA PD 6336)
- 1979: Fashion Pack (Studio 54) (Album Version) / Lili Marleen (Olaszország, Ariola IKAI 32804 ZDAR 7135, sárga lemez)

## Orosz CD
Az LP-k hanganyagai alapján.
- Sweet Revenge / Never Trust a Pretty Face
- Never Trust a Pretty Face / Diamonds for Breakfast

## Legnépszerűbb slágerek
- Fashion Pack

Svédország: 1979. szeptember 21-étől 2 hétig. Legmagasabb pozíció: 13. hely
- Lili Marleen

Olaszország: 1979. Legmagasabb pozíció: 16. hely
- Never Trust a Pretty Face
- The Sphinx
- Dreamer (South Pacific)

## Az album slágerlistás helyezései
Svédország: 1979. szeptember 21-től 8 hétig. Legmagasabb pozíció: 20. hely

## Külső hivatkozások
- Dalszöveg: Fashion Pack
- Dalszöveg: Forget It
- Dalszöveg: Lili Marleen
- Dalszöveg: Never Trust a Pretty Face
- Dalszöveg: The Sphinx
- Dalszöveg: Black Holes
- Dalszöveg: Intellectually
- Dalszöveg: Miroirs
- Videó: Fashion Pack (1980)
- Videó: Fashion Pack (1983)
- Videó: Lili Marleen
- Videó: Black Holes